# Cân bằng thủy tĩnh
Trong cơ học môi trường liên tục, một chất lỏng trong trạng thái cân bằng thủy tĩnh khi nó đứng yên, hoặc khi mỗi điểm trong dòng chất lỏng chuyển động với vận tốc không đổi. Trạng thái này xảy ra khi ngoại lực như trọng lực cân bằng với lực gradien áp suất. Ví dụ, lực gradien áp suất ngăn trọng lực suy sụp từ khí quyển Trái Đất thành một lớp vỏ đậm đặc, mỏng trong khi trọng lực ngăn lực gradien áp suất đẩy bầu khí quyển vào không gian vũ trụ.
Cân bằng thủy tĩnh hiện tại là giới hạn nhằm phân biệt giữa hành tinh lùn và các vật thể nhỏ trong Hệ Mặt Trời, và có những vai trò khác trong thiên văn vật lý và địa chất hành tinh. Sự phân loại này chủ yếu có ý nghĩa nói về các vật thể có dạng đối xứng cầu như dạng phỏng cầu hoặc elipsoid, với những đặc điểm bề mặt nhấp nhô là ở lớp vỏ mỏng. Có khoảng 31 vật thể (ngoại trừ Mặt Trời) được xác nhận là có dạng hình cầu, đôi khi gọi là planemo, trong Hệ Mặt Trời, thêm bảy vật thể nữa có thể được đánh giá, và hàng trăm thiên thể khác có dạng gần giống hình cầu.